# ダウンタウンスペシャル 男ットコ前やな〜!
『ダウンタウンスペシャル 男ットコ前やな〜!』（ダウンタウンスペシャルおットコまえやなー）は、1991年から1993年にかけて日本テレビ系列で放送されたテレビ番組。

## 概要
第1回はダウンタウンが先輩の大御所芸能人にイタズラを仕掛ける内容。
第2回以降は『ダウンタウンのガキの使いやあらへんで!!』の「対決&罰ゲーム」を発展させた内容で、松本チームと浜田チームによるチーム対抗戦。チームカラーは松本チームが赤系、浜田チームが青系で『ガキの使い』と同色となっている。エンディングに放送される松本人志の罰ゲームは『ガキの使い』の「松本人志 挑戦シリーズ」に準ずる内容であった。
番組ロゴには第2回以降「PART」が表記されているが、タイトルコールでは発音せず、番組表でも省略されている。
ダウンタウンは「笑ってはいけないシリーズ」・「ハッピーニューイヤ〜ンバカ〜ン!!」と同様、企画構成を担当した。
ナインティナインが当番組の前説を務めていた。
『男ットコ前やな〜!』は1993年で終了したが、「和田アキ子と梅宮辰夫の対決シリーズ」は1994年4月の『ガキの使い』スペシャルで放送されている。

## 放送日程
1. 1991年12月27日 金曜19:00 - 20:54
2. 1992年04月11日 土曜21:03 - 22:54
3. 1992年10月02日 金曜21:00 - 22:52
4. 1993年04月01日 木曜19:00 - 20:54
5. 1993年10月05日 火曜19:00 - 20:54

## PART1
- 放送日時
1991年12月27日 金曜 19:00 - 20:54（114分）
- 応援コメント
タモリ、ウッチャンナンチャン、逸見政孝、笑福亭鶴瓶
- 板東英二 編
ダウンタウンが『大マジカル頭脳パワー!!スペシャルIII』（1991年12月28日放送）のスタジオに乱入。番組オープニングを乗っ取る。
- 急坂のぼりゲーム
ジャージ着用でトランポリンを使ったゲームに挑戦。
出演：西川きよし、間寛平、原日出子、ラサール石井
- 出演（詳細不明）
西城秀樹、柳生博、そのまんま東、若人あきら、渡辺正行

## PART2
- 放送日時
1992年04月11日 土曜 21:03 - 22:54（111分）
- 応援団
    浜田チーム：小松政夫&レースクイーン軍団
    松本チーム：ポール牧&ニューハーフ軍団
- アイドル対抗 ボーリング対決!!
    松本チーム：松本伊代、松本人志
    浜田チーム：大場久美子、浜田雅功
ボウリング対決。タイトルは原文ママ。
場所：よみうりボウル
- 罰ゲーム ワンダー伊代ちゃん決死の爆破スタントに挑戦!!
    松本チーム：松本伊代
- 競泳対決 罰ゲームへのターン!!
    松本チーム：渡辺正行
    浜田チーム：吉村明宏
- 罰ゲーム 渡辺正行 海パンで生出演!!
    松本チーム：渡辺正行
1992年3月19日『木曜スペシャル20周年企画「ズームイン!ザ・ワールド」』に生出演。ダウンタウンも事情説明のため出演。
- オールスター対抗 バスケットボール対決!!
    松本チーム：長江健次、松原桃太郎、仁藤優子、アジャコング、松本人志
    浜田チーム：羽賀研二、立花理佐、しのざき美知、マイケル富岡、浜田雅功
- スカイダイビング グロスでポン!!
    松本チーム：長江健次、松原桃太郎、仁藤優子、アジャコング
場所：本田航空
- 世紀の対決 ゲームセンター3本勝負!!
    松本チーム：和田アキ子
    浜田チーム：梅宮辰夫
1回戦：カニカニパニック
2回戦：UFOキャッチャー
3回戦：F1 GRAND PRIX
- 罰ゲーム ズームイン!!朝!生出演と激走!日本テレビ30周マラソン
    浜田チーム：梅宮辰夫
- 男ットコ前オープンゴルフ対決!!
    松本チーム：野口五郎
    浜田チーム：定岡正二
- 罰ゲーム 打ちっ放しで玉拾い!!
    浜田チーム：定岡正二
- オールスター対抗 ドッジボール対決!!
    松本チーム：ジミー大西、早坂好恵、ラッシャー板前、飯島直子、上島竜兵、肥後克広、寺門ジモン、北岡夢子
    浜田チーム：間寛平、ダンプ松本、松尾伴内、井上晴美、恵俊彰、石塚英彦、宝ひとみ、春一番
実況：志生野温夫
- 罰ゲーム 嵐の1000本キック
    松本チーム：ジミー大西、早坂好恵、ラッシャー板前、飯島直子、上島竜兵、肥後克広、寺門ジモン、北岡夢子
- 将棋くずし名人戦
    松本チーム：そのまんま東
    浜田チーム：原日出子
- 罰ゲーム 極寒の世界 決死の知恵の輪!!
    松本チーム：そのまんま東
- 結果発表
    松本チーム：20
    浜田チーム：50
- 罰ゲーム 人志よ永遠に…決死のビルダイビング
    松本チーム：松本人志

## PART3
- 放送日時
1992年10月02日 金曜 21:00 - 22:52（112分）[注 1]
- どすこい大相撲三本勝負!!
    松本チーム：ジミー大西
    浜田チーム：ストロング金剛
1回戦：指相撲
2回戦：腕相撲
3回戦：大相撲
- 罰ゲーム 生き埋めローラーパニック!!
    松本チーム：ジミー大西
- サーキットの狼 ゴーカート対決!!
    松本チーム：松本伊代、松本人志
    浜田チーム：小野みゆき、浜田雅功
- 罰ゲーム ワンダー伊代ちゃん じっちゃん背中流し!!
    松本チーム：松本伊代
- ルイスも真っ青!400mリレー対決!!
    松本チーム：たけし軍団（松尾伴内、ラッシャー板前、井手らっきょ）
    浜田チーム：ダチョウ倶楽部（肥後克広、寺門ジモン、上島竜兵）
松本チームたけし軍団の先着。ダウンタウンの言いがかりで両者失格。
- 罰ゲーム グロスでバーン!!
       両チーム：松尾伴内、ラッシャー板前、ダチョウ倶楽部
場所：明治神宮外苑
腰に巻いた爆竹を爆破。井手らっきょ欠席。
- 大喰い対決 喰ったるべぇ〜!!
    松本チーム：ポップコーン
    浜田チーム：新沼謙治
制限時間20分で「寿司」「餃子」「スイカ」を多く食べたほうの勝ち。
- 罰ゲーム 戦え!ニーヌマン!! 美女救出大作戦!?
    浜田チーム：新沼謙治
- 熱き男のリターンマッチ!卓球対決!!
    松本チーム：和田アキ子、松本人志
    浜田チーム：梅宮辰夫、浜田雅功
- 罰ゲーム アッコの天気予報
    松本チーム：和田アキ子
『NNNニュースプラス1』「ヤン坊マー坊天気予報」に和田アキ子が風見鶏になって生出演。
- 男ットコ前オープン トレンディーゴルフ対決!!
    松本チーム：石田純一
    浜田チーム：神田正輝
- 罰ゲーム 鉄球バイク!ぐるぐる回るね〜ん!!
    浜田チーム：神田正輝
- シゲル松崎VS四角四面の幸夫ちゃん 男の手料理対決!!
    松本チーム：松崎しげる
愛のチキンワンタン&佃煮メモリー
    浜田チーム：橋幸夫
潮来鰻の夢和え
- 罰ゲーム 日本レコード大賞のトロフィーをアレンジ
    浜田チーム：橋幸夫
- 一気飲み対決 酒持ってこ〜い!!
    松本チーム：向井亜紀
    浜田チーム：相楽晴子
- 罰ゲーム 紅の豚 アクロバット飛行!!
    浜田チーム：相楽晴子
- 結果発表
    松本チーム：4
    浜田チーム：5
- 罰ゲーム 松本人志の火だるま漫談!!
    松本チーム：松本人志

## PART4
- 放送日時
1993年04月01日 木曜 19:00 - 20:54（114分）[注 2]
- スケート対決
ラサール石井 vs 間寛平
- スキー対決
    松本チーム：加山雄三、松本人志
    浜田チーム：石原良純、浜田雅功
場所：加山キャプテンコーストスキー場
ダウンタウン生まれて初めてのスキーに挑戦。
- ゴルフ対決
    松本チーム：和田アキ子
    浜田チーム：梅宮辰夫
- ビキニの奥にドッキドキ!ヘイッブラザー!スケッチ対決
    松本チーム：渡辺典子
    浜田チーム：西村知美
- 罰ゲーム 地獄の100連続なわとびホップステップジャンプ
    浜田チーム：西村知美、東芝EMI
10人で100回連続なわとびを跳ぶ
- 松本チームキャプテン 松本人志 罰ゲーム
バンジージャンプ
- 出演（詳細不明）
神田正輝 vs 高田純次
三波春夫 vs 地井武男
堀内孝雄 vs 新沼謙治
松本伊代

## PART5
- 放送日時
1993年10月05日 火曜 19:00 - 20:54（114分）
- レース対決!サーキットの大玉!!
そのまんま東 vs ラサール石井
大玉転がし
- 〇×クイズもうダメ私!美女ビジョ対決!!
大島智子 vs 東ちづる
- まどかもビックリ飛んで飛んで回って回るハンマー投げ対決!
- 男と大男の熱き対決!!ころがしたろかい
    松本チーム：和田アキ子
    浜田チーム：梅宮辰夫
ボウリング
- ポロッとカゲキにチイチイ オヤジだらけの水中イントロ対決
    松本チーム：志茂田景樹
    浜田チーム：地井武男
- テレビ史上初文部省推薦よい子のくつ飛ばし!!
- 亜紀と知美の大食い対決!!わんこつばきは恋の花!!
    松本チーム：向井亜紀
    浜田チーム：西村知美
わんこそば
- 松本VS浜田いろはがるた対決!!
    松本チーム：松本人志
    浜田チーム：浜田雅功
- 松本チームキャプテン 松本人志 罰ゲーム
バイク火の輪くぐり
- 出演（詳細不明）
田代まさし vs 田中義剛
林与一 vs 和田勉

## スタッフ
- 企画構成：松本人志、浜田雅功
- 構成：安達元一、高須光聖、鈴木雅貴、城戸口寛、竜泉
- 照明：共立照明
- ロケ技術：日本テレビビデオ
- 音効：梅田堅（佳夢音）
- 協力：吉本興業
- アシスタントディレクター：堤本幸男
- ディレクター：坂本秀直、伊藤慎一、柳岡秀一、大友有一
- プロデューサー：中村延義、小林宏充
- 演出：斉藤敏豪
- プロデューサー・演出：菅賢治
- 制作協力：Fact
- 製作著作：日本テレビ